# Erman Ergin
Erman Ergin (* 23. Januar 1981 in Istanbul) ist ein türkischer ehemaliger Fußballspieler.

## Karriere

### Verein
Ergin begann mit dem Vereinsfußball in seiner Geburtsstadt Istanbul in der Jugend des türkischen Traditionsvereins Beşiktaş Istanbul. Hier erhielt er im Sommer 2001 einen Profivertrag und nahm am Saisonvorbereitungscamp teil. Nach dem Camp wurde er vom Trainerstab aussortiert und in die Liste der Spieler aufgenommen, die ausgeliehen werden sollen. So spielte er der Reihe nach für jeweils eine Saison bei Kayseri Erciyesspor und Akçaabat Sebatspor. Mit Letzterer erreichte er zum Saisonende den dritten Tabellenplatz der TFF 1. Lig und damit den direkten Aufstieg in die Süper Lig. Zum Sommer 2003 wechselte er dann samt Ablöse zu Sebatspor. Hier spielte er zwei Jahre in der Süper Lig. Nachdem Sebatspor zum Saisonende 2004/05 den Klassenerhalt verpasst hatte, verließ Ergin den Verein.
Zum Sommer 2005 heuerte er bei Konyaspor an und spielte hier zwei Jahre lang. Anschließend spielte er der Reihe nach für die Zweitligisten Sakaryaspor, Çaykur Rizespor und Boluspor. Im Frühjahr 2012 wechselte er zum Istanbuler Zweitligisten Kartalspor. Bereits nach einem Jahr löste er in gegenseitigem Einvernehmen mit der Vereinsführung seinen Vertrag auf und verließ Kartalspor. Nach zwei Spielzeiten bei Körfez FK beendete er seine Karriere.

### Nationalmannschaft
Ergin spielte zweimal für die türkische U-15- und einmal für die türkische U-16-Jugendnationalmannschaft.

## Erfolge
- Mit Akçaabat Sebatspor:
  - Dritter der TFF 1. Lig: 2002/03
  - Aufstieg in die Süper Lig: 2002/03